# Кальдо де Пьедра
Кальдо де Пьедра (исп. Caldo de piedra — букв. «каменный бульон») — это традиционное оаханское блюдо, название которого переводится как «каменный бульон». Его особенность заключается в том, что ингредиенты готовятся не на обычной плите, а на раскаленных камнях, благодаря чему блюдо приобретает уникальный вкус и текстуру. В настоящее время ритуал его приготовления является достопримечательностью региона Тустепек.

## История
Дата его создания неизвестна, однако известно, что его изготовили коренные жители племени чинантек из общины Сан-Фелипе-Усила в Тустепеке, штат Оахака, которые разработали основные методы приготовления пищи с помощью огня и камней.
Первые варианты бульона готовились на огромных камнях, расположенных рядом с реками. Древние чинантеки сверлили отверстия (шириной от 50 до 70 сантиметров и глубиной около 40 сантиметров) в больших камнях на берегах рек, чтобы использовать их в качестве горшков. Для этого они использовали алмазы. Туда они клали все ингредиенты, рассчитанные на 20-25 человек. Камни оставляли в огне на пару часов, и как только они достигали нужной температуры (ярко-красного цвета), их бросали в каменный горшок. За четыре-пять минут им удавалось сварить все ингредиенты и довести бульон до кипения. В конце приготовления мужчины раздавали каменный бульон другим обедающим, и все ели вокруг камня, где он был приготовлен.
Со временем способ приготовления изменился, и готовить стали в лунках в песке, которые были покрыты несколькими слоями листьев позола, так что вода не просачивалась в песок.
C 23 апреля 2021 года Конгресс штата Оахака признал каменный бульон нематериальным культурным наследием штата. Это связано с его символизмом как одного из продуктов, который больше всего отражает культуру и общество региона Папалоапан.
Каменный бульон сохраняет не только рецепт, но и семейный союз, поскольку целые семьи собираются вместе, чтобы стать свидетелями приготовления этого блюда.
Марсия Браун написала басню-рассказ для детей о каменном бульоне. Рассказ о том, как солдат смог накормить этим бульоном всю деревню, собрав ингредиенты для него с жителей.
Камни можно использовать только один раз, поскольку при контакте со свежими ингредиентами они подвергаются термическому удару и лопаются.

## Технология приготовления

### Состав
Для приготовления необходимы такие ингредиенты, как рыба, креветки, Джайба (краб), томаты, лук, зеленый перец чили, эпазот, кинза, вода, соль и речные камни. 

### Приготовление
Вначале все ингредиенты кладут сырыми в большую джикару, миску, изготовленную из плодов тыквенного дерева.
Затем, в джикару осторожно опускают речной камень, разогретый на дубовом огне в течение двух часов до температуры около 300 градусов Цельсия. Этот раскаленный камень и обеспечивает приготовление ингредиентов. Часто бывает недостаточно одного камня, и для полного приготовления супа требуется добавление второго или даже третьего.
Обязанности распределяются следующим образом: младшие ищут дрова, а мужчины занимаются рыбалкой, разведением костра, сбором других ингредиентов и приготовлением лепешек.
Мужчины делают все сложные приготовления в бассейне реки Папалоапан, в то время как женщины наслаждаются днем со своими детьми на реке. Использование нагретых камней вместо приготовления супа непосредственно на огне - испанская традиция, пришедшая из этой части Оахаки.

## Традиции
Каменный суп готовят исключительно мужчины, поскольку, согласно традиции, это способ почтить память женщин и показать им свою преданность и благодарность. Люди делят между собой работу по ловле рыбы, сбору камней, заготовке дров и разведению костра.
Камни должны быть речными, желательно белыми, поскольку считается, что они лучше всего выдерживают высокие температуры.
Каменный бульон можно найти по всему региону Чинантека. Идеальным вариантом было бы отправиться в общину Сан-Фелипе-Усила в бассейне реки Папалоапан, чтобы попробовать этот знаменитый бульон.